# Dan Coats
Daniel Ray Coats, detto Dan (Jackson, 16 maggio 1943), è un politico e ambasciatore statunitense, Direttore dell'Intelligence Nazionale sotto la presidenza Trump dal 2017 al 2019, senatore per lo stato dell'Indiana dal 1989 al 1999 e poi ancora dal 2011 al 2017, in precedenza membro della Camera dei Rappresentanti per lo stesso stato dal 1981 al 1989.

## Biografia
Nato nel Michigan, Coats si laureò in legge e successivamente andò a lavorare per il deputato repubblicano Danforth Quayle. Quando Quayle lasciò la Camera dei Rappresentanti per candidarsi al Senato, Coats concorse per il suo seggio e riuscì ad essere eletto.
Nel 1989 Quayle divenne Vicepresidente degli Stati Uniti e dovette quindi lasciare il Senato. Coats venne scelto dall'allora governatore dell'Indiana per occupare il seggio di Quayle e divenne così senatore. Nel 1992 venne confermato dagli elettori, ma decise di ritirarsi alla scadenza del mandato nel 1999, venendo succeduto dal democratico Evan Bayh.
Dopo aver lasciato il Congresso, Coats divenne un collaboratore dell'amministrazione Bush. Nel 2001 l'allora Presidente lo nominò ambasciatore statunitense in Germania. Coats si dimise dall'incarico nel 2005 e cominciò a svolgere la professione di lobbista.
Nel 2010 quando Bayh decise di lasciare il Senato, Coats si candidò per il suo vecchio seggio e riuscì a farsi eleggere, sconfiggendo l'avversario democratico Brad Ellsworth. Nel 2016 Coats non si presentò alle elezioni per un ulteriore mandato e fu succeduto dal compagno di partito Todd Young.
L'anno seguente venne nominato dal Presidente Donald Trump alla carica di Direttore dell'Intelligence Nazionale. Durante il suo mandato, a volte Coats ha assunto posizioni pubbliche in conflitto con le dichiarazioni o le azioni di Trump.  Le aree di disaccordo includevano la Russia, e in particolare l'interferenza della Russia nelle elezioni del 2016, nonché la Corea del Nord e l'Iran.  Il 28 luglio 2019 Trump ha annunciato su Twitter che Coats si sarebbe dimesso e che avrebbe nominato il deputato John Ratcliffe (repubblicano delTexas) per sostituirlo. Coats si è dimesso dall'incarico il 15 agosto 2019.
Coats si configura come repubblicano conservatore, soprattutto in materia di aborto e omosessualità.

## Vita privata
È sposato con Marsha Coats, rappresentante femminile dell'Indiana al Comitato nazionale repubblicano.